# The Big Steal (1949)
The Big Steal is een Amerikaanse film noir uit 1949 onder regie van Don Siegel. In Nederland werd de film destijds uitgebracht onder de titel De grote diefstal.

## Verhaal
Luitenant Duke Halliday wordt ervan beschuldigd dat hij het Amerikaanse leger heeft bestolen. Kapitein Vincent Blake zit hem op de hielen. Tijdens zijn vlucht komt hij terecht in de Mexicaanse stad  Veracruz. De bevallige Joan Graham schiet hem daar te hulp.

## Rolverdeling
| Acteur              | Personage         |
| ------------------- | ----------------- |
| Robert Mitchum      | Duke Halliday     |
| Jane Greer          | Joan Graham       |
| William Bendix      | Vincent Blake     |
| Patric Knowles      | Jim Fiske         |
| Ramón Novarro       | Inspecteur Ortega |
| Don Alvarado        | Luitenant Ruiz    |
| John Qualen         | Julius Seton      |
| Pascual García Peña | Manuel            |